# Wikipédia en hakka
Wikipédia en hakka (en hakka : Hak-kâ-ngî Wikipedia ou Hakkâpedia) est l'édition de Wikipédia en hakka, langue chinoise parlée principalement en Chine et à Taïwan. L'édition est lancée le 27 mai 2007,,,,. Son code est : hak.
Au 20 mars 2025, l'édition en hakka contient 10 336 articles et compte 34 488 contributeurs, dont 32 contributeurs actifs et 1 administrateur.

## Présentation

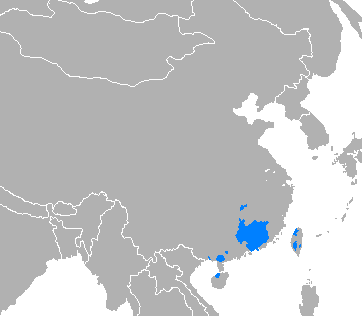
Aire de diffusion de l'hakka.

## Statistiques
- Le 10 mars 2015, l'édition en hakka compte 4 512 articles et 13 485 utilisateurs enregistrés[6], ce qui en fait la 155e[7] édition linguistique de Wikipédia par le nombre d'articles et la 161e[8] par le nombre d'utilisateurs enregistrés, parmi les 287 éditions linguistiques actives.
- Le 4 octobre 2022, elle contient 9 451 articles et compte 30 608 contributeurs, dont 28 contributeurs actifs et 1 administrateur.
- Le 24 septembre 2024, elle contient 10 272 articles et compte 33 717 contributeurs, dont 30 contributeurs actifs et 1 administrateur.